# Salmonella paratyphi
Salmonella enterica serovar paratyphi é uma bactéria bacilar gram negativa, aeróbia, flagelada, não fermentadora de lactose, não formadora de esporos e de rápido crescimento que causa febre paratifoide. Possui três subtipos em ordem de frequência de casos: Paratyphi A, B e C. 

## Reprodução
Salmonella paratyphi é transmitida por água e alimentos contaminada com fezes humanas e coloniza o trato gastrointestinal, geralmente assintomática em adultos saudáveis, mas pode causar enterite e diarreia em pessoas vulneráveis. As bactérias atravessam a camada mucosa e invadem os tecidos linfoides e os macrófagos onde começam a dividir intracelularmente e são levados para os nódulos linfáticos. Uma infecção sistêmica se desenvolve por 8 a 14 dias após a infecção inicial e as bactérias se espalham por medula óssea, fígado e baço e podem causar febre, dor e perda de apetite.

## Epidemiologia
É responsável por 6 milhões de casos de enterite por ano, sendo comum em países subdesenvolvidos, em locais com pior higiene e tratamento de água e alimentos, principalmente do sudeste da Ásia, mas também da África e América Latina. Depois de tratados, aproximadamente 10% dos pacientes com febre paratifoide continuará a excretar S. paratyphi nas suas fezes durante até três meses, que podem infectar outros. Cerca de 2-3% dos pacientes em recuperação tornam-se portadores permanentes dessa bactéria.
No Brasil, a transmissão é principalmente por consumo ou contato direto com carnes infectadas. Em três estudos entre 15 e 20% das carnes de frango investigadas estavam contaminadas com espécies de Salmonella. O pior resultado foi o de João Pessoa (PB) em que as amostras analisadas possuíam Salmonella spp. (71,7%), E. coli (95%) e S. aureus (43,35%). O número de carnes infectadas aumentam proporcionalmente com o aparecimento de Salmonellas multirresistentes a antibióticos.

## Patologia
Causa febre de até 40 ° C, dor de cabeça e prisão de ventre ou diarreia grave. Também pode causar erupção vermelha distinta sobre o tronco, tosse, dor de estômago e perda de apetite.
Infecções sintomáticas por Paratyphi A levam a complicações em 10-15% dos casos, sendo as mais comuns: meningite, endocardite, abscesso hepático, câncer de vesícula biliar e pancitopenia. Tratamento com antibióticos reduz esse risco.

## Tratamento
É resistente a ofloxacina, ácido nalidíxico e ciprofloxacino. Cefalosporinas e azitromicina são recomendados para tratar casos complicados, imunocomprometidos, bebês e idosos. Felizmente a maior parte dos casos de jovens e adultos saudáveis se resolve mesmo sem tratamento, apenas com repouso e reposição adequada de líquidos (beber muita água ou soro fisiológico).